# Something Unforgivable
«Something Unforgivable» es el décimo y último episodio de la quinta temporada de la serie de televisión estadounidense de AMC Better Call Saul, la serie derivada de Breaking Bad. El episodio, escrito por Peter Gould y Ariel Levine y dirigido por Gould, se emitió el 20 de abril de 2020 en AMC en Estados Unidos. Fuera de Estados Unidos, se estrenó en el servicio de streaming Netflix en varios países. Está empatado con «Winner» por ser, con 60 minutos, los dos episodios más largos de la serie.

## Trama
Kim y Jimmy ven salir a Lalo. Jimmy le pregunta a Mike por qué lo ha estado protegiendo, pero él cuelga. Jimmy le dice a Kim la verdad sobre su viaje por el desierto con Mike. Ellos se registran en un hotel para que Lalo no los encuentre si regresa.
Mike le dice a Gus que Lalo y Nacho fueron a la casa de Lalo en Chihuahua. Gus le dice a Mike que ha enviado asesinos tras Lalo y sugiere que Nacho puede ayudarlos. Lalo y Nacho llegan a la casa, una extensa hacienda dentro de un gran recinto amurallado, y son recibidos calurosamente por familiares y amigos. Nacho recibe una llamada diciéndole que abra la puerta trasera a las 3 de la mañana.
Kim ignora la petición de Jimmy de permanecer en el hotel, se reúne con un defensor público, y acepta 20 casos de delitos graves pendientes pro bono. Le dice a Howard que dejó Schweikart & Cokely. Howard asume que Jimmy está detrás de la decisión de Kim y le cuenta sobre la reciente campaña de acoso de Jimmy hacia él. Kim se ríe de Howard, dice que se siente insultada por la idea de que no puede decidir por sí misma y le dice a Howard que no entiende a Jimmy. Howard le dice enojado que Chuck conocía a Jimmy mejor que nadie.
Lalo prepara a Nacho para su primer encuentro con Don Eladio. En la reunión, Lalo explica que Nacho está asociado con Tuco y manejará el negocio de drogas Salamanca mientras Lalo está en México. Eladio está impresionado con los planes de Nacho de expandir el territorio Salamanca y da su bendición.
Jimmy va a la casa de Mike y le exige que explique por qué lo ha estado ayudando. Él revela que Lalo será asesinado esa noche, y Jimmy informa a Kim. Todavía enfadada por los comentarios de Howard, Kim propone una resolución forzada del caso Sandpiper saboteándolo, lo que permitiría a Jimmy recibir antes su parte de siete cifras del acuerdo. Jimmy lo desaconseja, pero Kim hace un gesto de señalamiento similar al que Jimmy usó anteriormente para mostrar que va en serio en cuanto a socavar a Howard.
Lalo está despierto a las 3 a. m., así que Nacho prende un fuego en la cocina como distracción que le permite abrir la puerta. Nacho huye cuando los asesinos entran y matan a la mayoría de la familia y los guardias de Lalo. Este mata a todos los asesinos menos a uno, luego lo obliga a llamar al intermediario que organizó el ataque e informar que fue asesinado. Lalo se da cuenta de que Nacho ha desaparecido, y se aleja furioso de su casa.

## Producción
Gran parte de la quinta temporada fue escrita para conducir hacia la escena final entre Kim y Jimmy en la que ella parece estar lista para tomar acciones vengativas contra Howard, mostrando que Kim tiene un lado de ella que es tan conspirador, si no más, que la persona «Saul Goodman» de Jimmy. Bob Odenkirk, que interpreta a Jimmy, dijo: «El programa se llama Better Call Saul (en español, Mejor llama a Saúl). Pero el verdadero programa es Who the Hell is Kim? (en español, ¿Quién demonios es Kim?)»; identificó que la serie había hecho todo lo posible para mostrar cuán similares eran Kim y Jimmy a sus rutinas, y que Kim tenía elementos de su pasado que sugerían que había más en ella de lo que presentaba. Rhea Seehorn, que interpreta a Kim, dijo que «No es tan simple como decir, ‹Jimmy la está volviendo mala [a Kim]›. Eso no es correcto. Entonces, ¿está reiniciando algo que siempre estuvo ahí? ¿Lo está sacando a relucir en ella?».
El personaje de Lalo fue el centro de este episodio. Según Tony Dalton, quien lo interpreta, los showrunners Vince Gilligan y Peter Gould no habían dado mucho tiempo para mostrar toda la amplitud del personaje fuera de unas pocas escenas intensas como cuando se enfrenta a Fred, el trabajador de la tienda Travelwire en «Winner». Dentro de «Something Unforgivable» le dieron esta caracterización más amplia, primero mostrándolo como una persona cálida y carismática cuando presentaba a su familia a Nacho al llegar a su casa, luego más tarde como un asesino despiadado cuando atacaba al equipo de asesinos, particularmente cuando descubre que mataron a su nana que tal vez no era un pariente de sangre pero que lo había cuidado. Dalton dijo que le llevó un par de días filmar la escena final del ataque, pero a diferencia de la escena final con Kim y Jimmy en «Bad Choice Road», la escena de acción fue mucho más fácil y divertida de filmar.

## Recepción

### Audiencias
Al emitirse, el episodio recibió 1,59 millones de espectadores en Estados Unidos y una audiencia de 0,4 millones entre adultos de 18 a 49 años. Teniendo en cuenta la audiencia Live+7, el episodio tuvo un total de 3,03 millones de espectadores en Estados Unidos y 0,8 millones entre adultos de 18 a 49 años. Fue el segundo episodio más visto de la temporada en su primera emisión, después del estreno que tuvo 1,60 millones de espectadores.

### Respuesta crítica
«Something Unforgivable» recibió aclamación universal por parte de los críticos. En Rotten Tomatoes recibió una perfecta puntuación de 100% Fresco Certificado, basándose en 15 reseñas con una calificación media de 8,86/10. El consenso de la crítica dice: «Lalo vive para luchar otro día y Kim se quiebra en un final de temporada que ensambla magistralmente el tablero para la conclusión de Better Call Saul».